# Zawisty
Zawisty – wieś w Polsce położona w województwie mazowieckim, w powiecie ostrowskim, w gminie Boguty-Pianki.
Na terenie wsi ustanowiono dwa sołectwa: Zawisty i Zawisty-Dworaki.
| SIMC    | Nazwa              | Rodzaj    |
| ------- | ------------------ | --------- |
| 0395441 | Zawisty-Dworaki    | część wsi |
| 0395458 | Zawisty-Koziany    | część wsi |
| 0395464 | Zawisty-Króle      | część wsi |
| 0395470 | Zawisty-Kruki      | część wsi |
| 0395487 | Zawisty-Piotrowice | część wsi |
| 0395493 | Zawisty-Wity       | część wsi |

W latach 1975–1998 miejscowość administracyjnie należała do województwa łomżyńskiego.
Wierni kościoła rzymskokatolickiego należą do parafii Wszystkich Świętych w Bogutach-Piankach.

## Historia wsi
Regestr poborowy z roku 1578 wymienia Zawisty Zusalka, o powierzchni 26 ½ łana ziemi szlachty zagrodowej.
Na początku XIX w. wieś częścią tzw. okolicy szlacheckiej dawnej Ziemi nurskiej o wspólnej nazwie Zawisty. Okolicę należącą do parafii Nur tworzyły:
- Zawisty Dworaki, 11 domów i 54 mieszkańców
- Zawisty Kruki, 3 domy i 15 mieszkańców
- Zawisty Króle, 3 domy i 26 mieszkańców
- folwark Zawisty Kończany o powierzchni 149 morgów
- Zawisty Piotrowice, 6 domów i 27 mieszkańców
- Zawisty Wity, 23 domy i 186 mieszkańców
- Zawisty Kończany, 4 domy i 23 mieszkańców

Pod koniec wieku XIX wieś w powiecie ostrowskim, gmina Kamieńczyk Wielki, parafia Boguty.

## Obiekty użyteczności publicznej
- Szkoła Podstawowa w Zawistach-Dworakach